# Bjarne Bjorvatn
Bjarne Bjorvatn, född 4 december 1936, är en svensk professor och specialist i akuta infektionssjukdomar och klinisk virologi. Bjorvatn är känd för sitt arbete med vaccinprogram.. År 2005 var han särskild utredare för Sveriges regering "med uppdrag att utreda den kliniska forskningens situation när det gäller finansiering, organisation och kvalitet liksom att genomföra en internationell utvärdering. I uppdraget ingick även att ta fram en åtgärdsplan för att stärka den kliniska forskningens situation i Sverige och för att främja hög kvalitet i svensk klinisk forskning".
Bjorvatn är utbildad läkare vid Lunds Universitet och blev år 1972 doktor vid Karolinska Institutet i Stockholm.. Han blev utnämnd till docent vid Karolinska institutet år 1974 och år 1979 professor i medicin vid Universitetet i Tromsø. Från 1985 har han varit professor vid Universitetet i Bergen. Han tog initiativ till "Senter for internasjonal helse" och var dets förste direktör från 1988.. Från 1994 till 1996 arbetade han för Europeiska kommissionen med att koordinera forskning på vaccinutveckling. Från 1998 till 2013 var han konsult vid vaccinavdelningen vid Världshälsoorganisationen (WHO) i Genève.
År 2010 blev Bjorvatn utnämnd till riddare av 1:a klass av Norska förtjänstorden «for fremragende innsats innen internasjonal helse og for sitt vitenskapelige virke». Sedan 2002 är han medlem av "Agder Vitenskapsakademi" i Norge.